# La poule merveilleuse
La poule merveilleuse è un cortometraggio del 1902 diretto da Ferdinand Zecca.

## Trama
Un mago esegue trucchi con un pollo e delle uova: all'inizio estrae una gallina dal cappello. Magicamente, estrae dalla gallina sei uova, che mette in fila sul tavolo. Il mago rompe le uova su di un piatto ed escono fuori sei pulcini. Il mago ricompone i gusci, facendo rientrare i pulcini nelle uova che rimette in fila sul tavolo. La gallina ad un certo punto ritorna ed il mago gli reinserisce le sei uova, all'interno del corpo.